# Dlouhá Lhota (okres Blansko)
Obec Dlouhá Lhota se nachází v okrese Blansko v Jihomoravském kraji. Žije zde 137 obyvatel.

## Název
Přívlastek Dlouhá je doložen už od nejstarších písemných dokladů a vyjadřoval dlouhou počáteční lhůtu, během níž byli obyvatelé osvobozeni od poddanských dávek.

## Historie
První písemná zmínka o obci pochází z roku 1365.

## Pamětihodnosti
- Farní kostel sv. Bartoloměje
- Fara

## Galerie

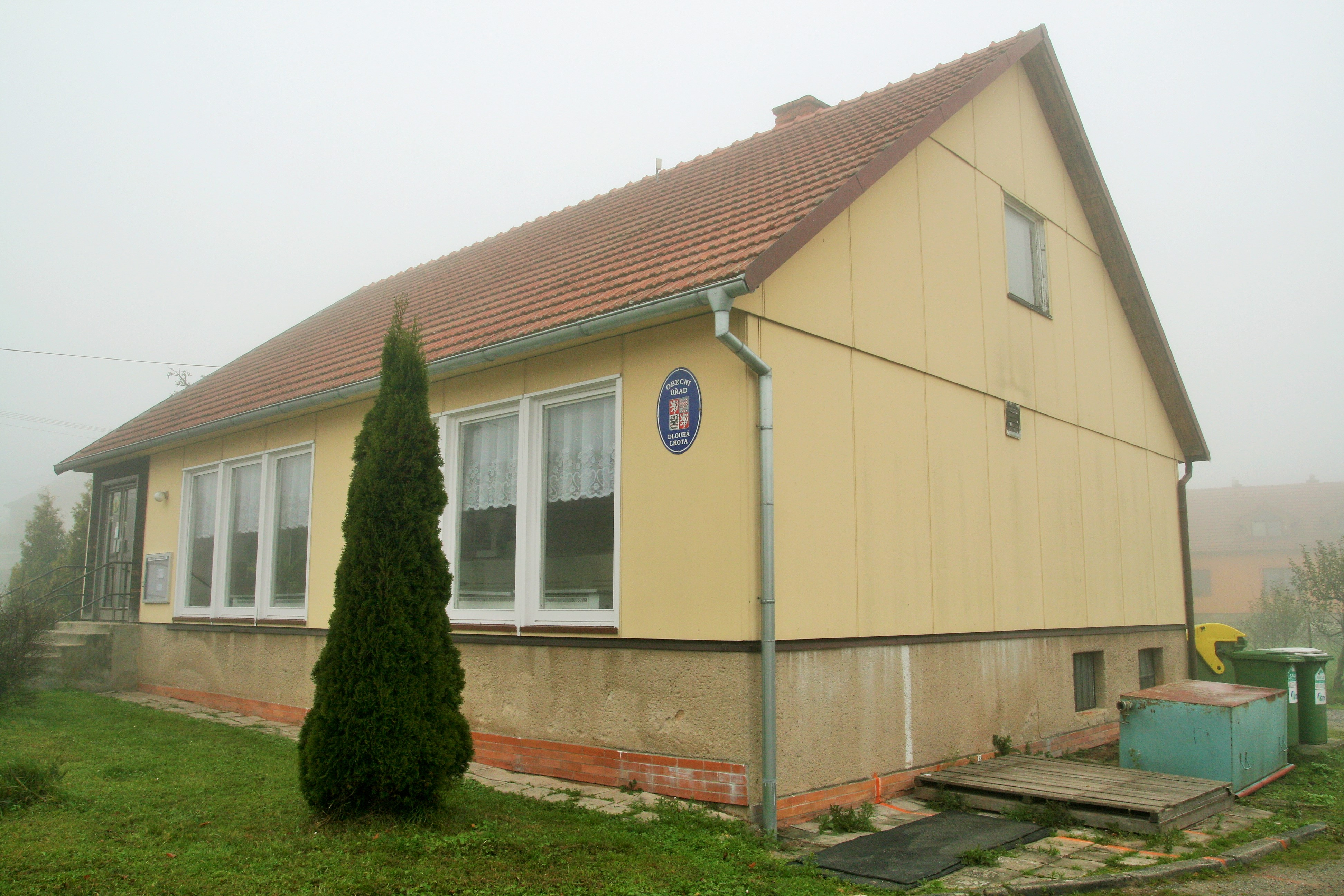
Obecní úřad na návsi
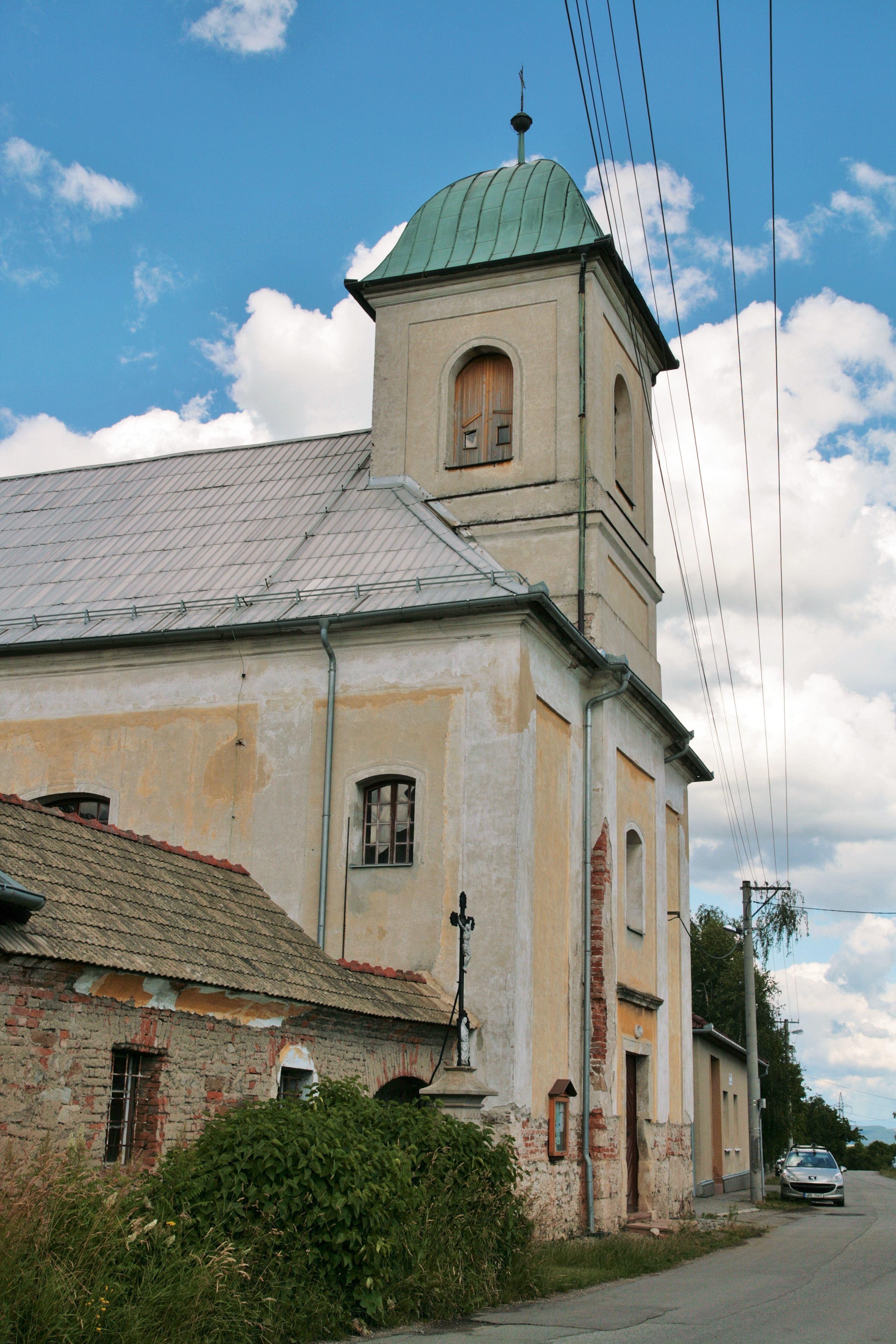
Kostel sv. Bartoloměje
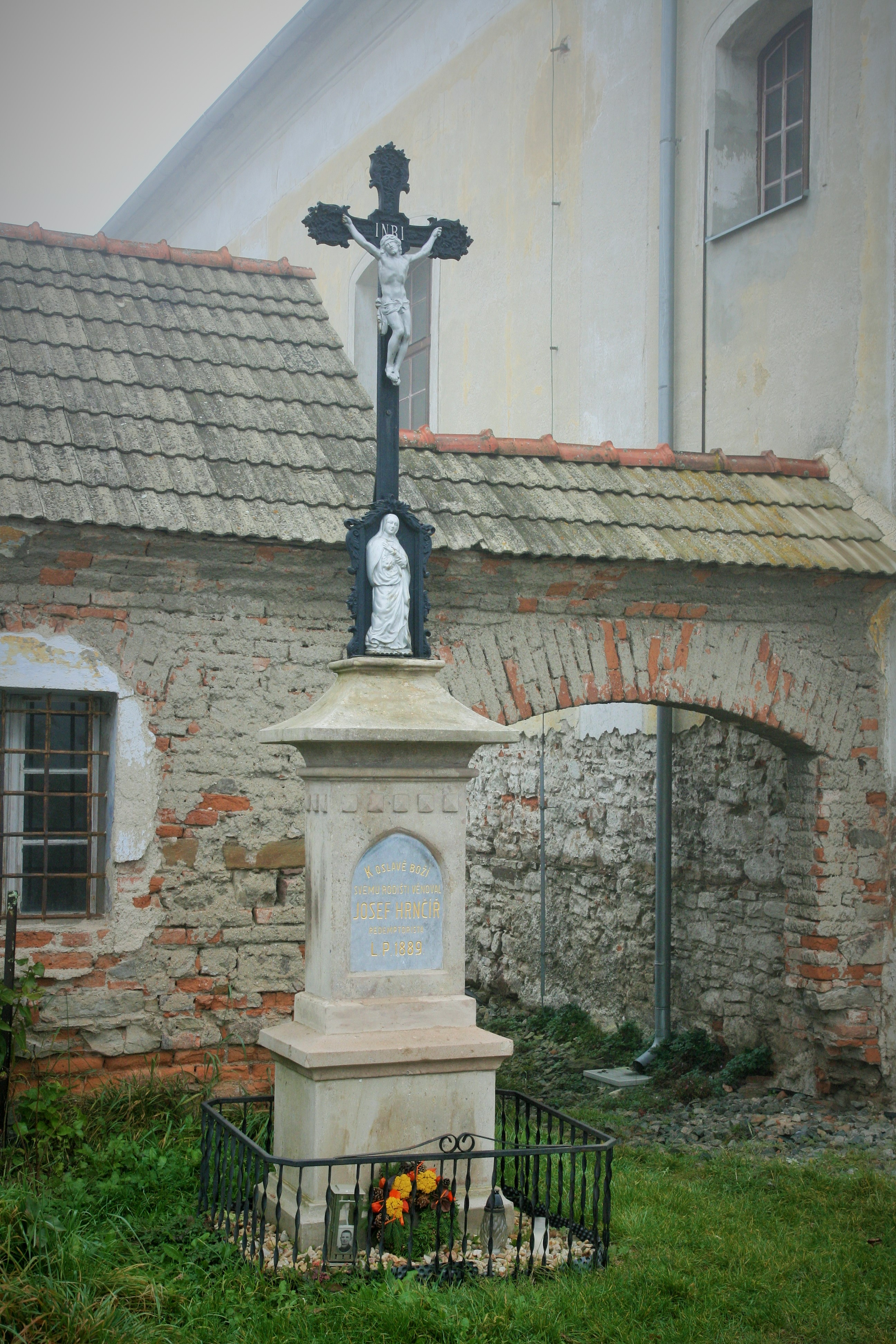
Kříž u kostela
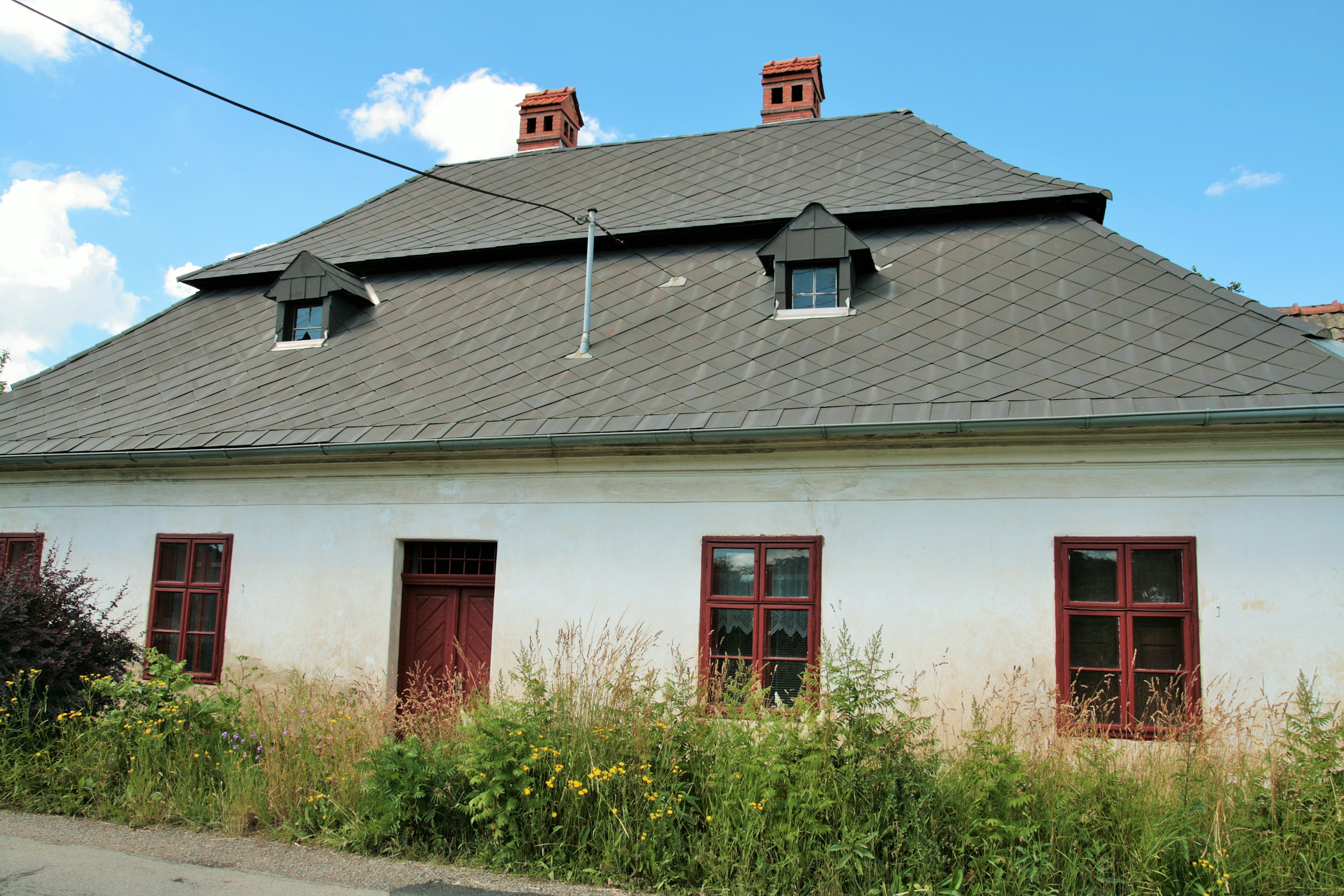
Fara u kostela
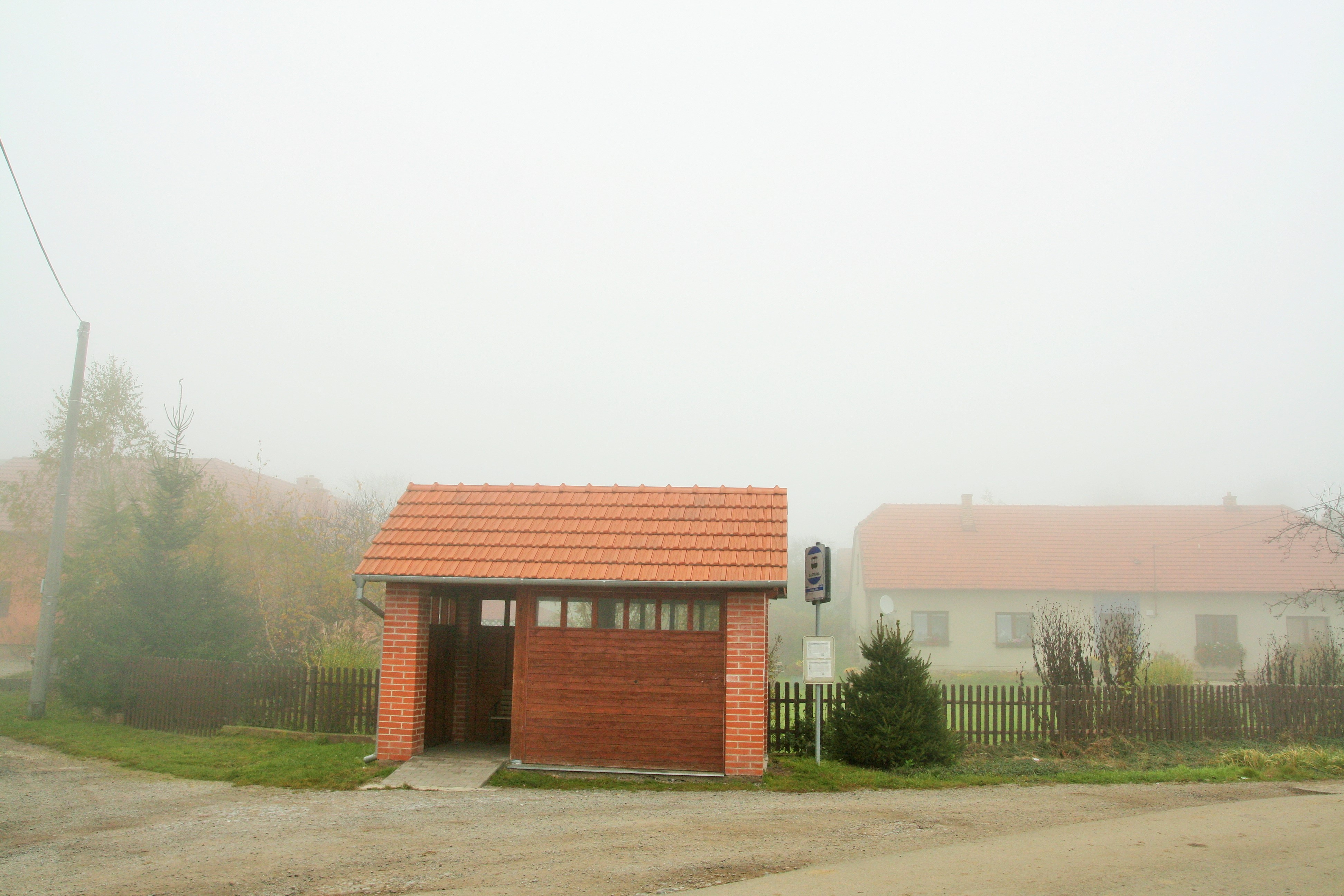
Autobusová zastávka v obci
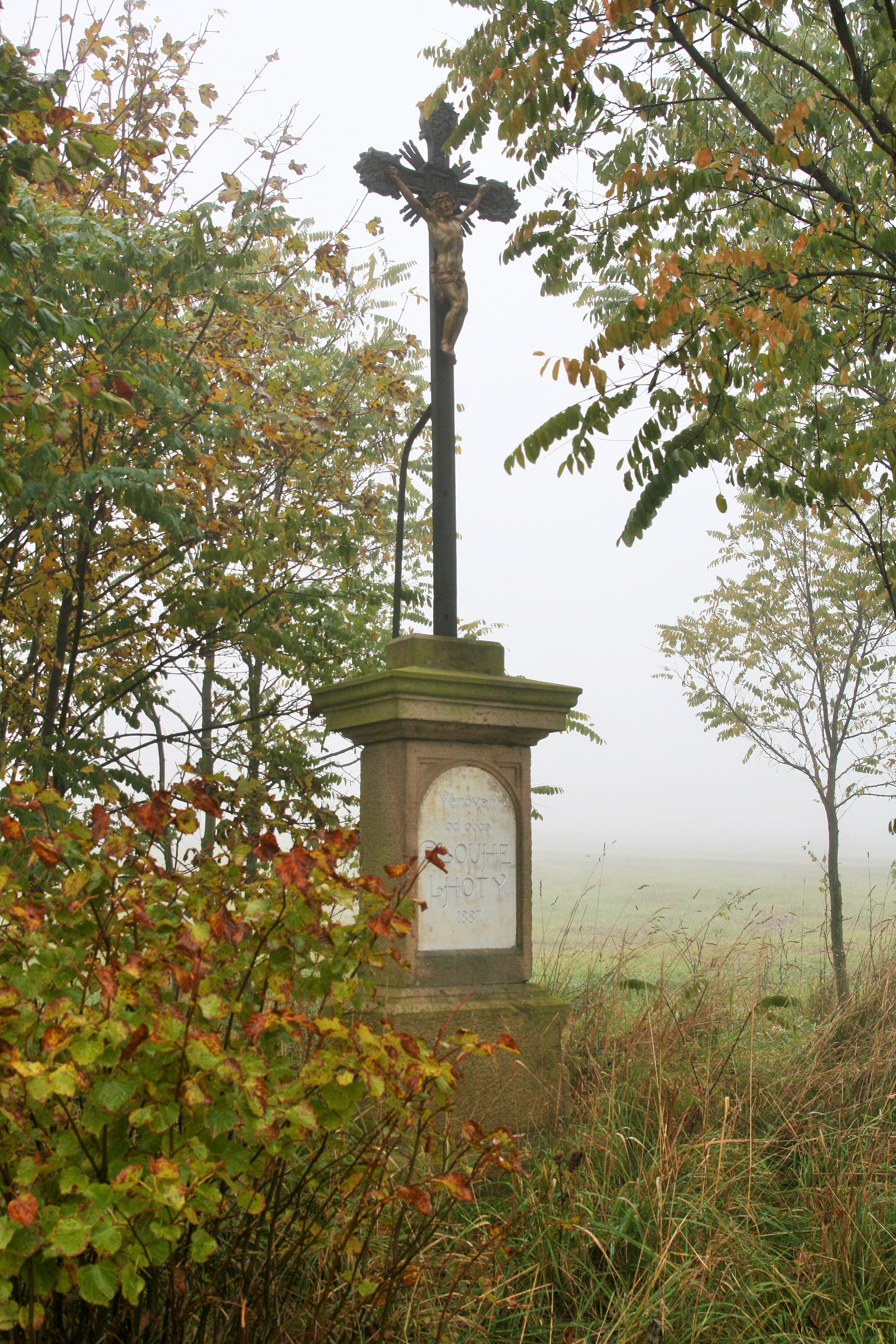
Kříž u cesty na Brťov-Jeneč